# Apache Creek, Novi Meksiko
Apache Creek je popisom određeno mjesto u okrugu Catronu u američkoj saveznoj državi Novom Meksiku. Prema popisu stanovništva SAD 2010. ovdje je živjelo 67 stanovnika.

## Povijest
Apache Creek Pueblo, pueblo Upland Mogollona sa zemunicama nastanjenim u vremenu od 1150. do 1300. godine, odnosno "ruševine Apache Creeka" su u blizini grada. Novomeksička komisija za zaštitu stavila ga je na svoj popis 1969. godine.
Apačke vođe Mangas Coloradas, Victorio, Geronimo, Chato i Cochise gerilski su ratovali protiv doseljenika SAD koji su doselili u ovaj kraj. Cochiseov neslavni masakr kod Alme počinjen je u ovom kraju. Prvotno su Apači bili prijateljski raspoloženi prema istraživačima i doseljenica, no kad su pioniri oduzeli zemlju i vodu, Apači su uzvratili. Rat je došako kraju nakon Geronimove predaje 1886. godine.
Od 1928. do 1960. u Apache Creeku bio je poštanski ured, nakon čega je premješten u Aragon.
Groblje u Apache Creeku datira od 1900. do 1960-ih.

## Zemljopis
Nalazi se na 33°49′59″N 108°37′30″W / 33.83306°N 108.62500°W. Prema Uredu SAD-a za popis stanovništva, zauzima 21,28 km2 površine, od čega 21,24 suhozemne.
Nalazi se na sutoci rijeka Apache Creeka i Tularose.

## Stanovništvo
Prema podatcima popisa 2010. ovdje je bilo 67 stanovnika, 34 kućanstva od čega 22 obiteljska, a stanovništvo po rasi bili su 95,5% bijelci, 0,0% "crnci ili afroamerikanci", 0,0% "američki Indijanci i aljaskanski domorodci", 0,0% Azijci, 0,0% "domorodački Havajci i ostali tihooceanski otočani", 4,5% ostalih rasa, 0,0% dviju ili više rasa. Hispanoamerikanaca i Latinoamerikanaca svih rasa bilo je 13,4%.